# Правительственная хунта национального возрождения
Правительственная хунта национальной реконструкции (исп. Junta de Gobierno de Reconstrucción Nacional) — временное коалиционное правительство Никарагуа, созданное 15 июня 1979 года во время Сандинистской революции. Выполняла обязанности по управлению страной в период с 18 июля 1979 по 10 января 1985 г. В советской печати, публицистике и исторической литературе Хунта (по-испански — Совет) именовалась Руководящим советом Временного демократического правительства национального возрождения (ВДПНВ), так как наименование Хунта, хорошо освоенное политической публицистикой, носит однозначно негативный характер.

## Состав Правительственной хунты
Первоначально Правительственная хунта состояла из пяти человек:
- Виолета Барриос Торрес де Чаморро от «Группы 12-ти» (оппозиционная организация никарагуанской интеллигенции) — координатор Хунты
- Даниэль Ортега Сааведра от СФНО,
- Серхио Рамирес Меркадо (от «Группы 12»),
- Моисес Хассан Моралес от движения «Единый народ» (политическая организация СФНО),
- Альфонсо Робело Кальехас от Широкого оппозиционного фронта (буржуазный оппозиционный блок)

Весной 1980 года, по мере перехода всей власти в стране Сандинистскому фронту, в состав Хунты претерпел изменения:
- 19 апреля 1980 года Виолету Чаморро на посту координатора ПХНР заменил Серхио Рамирес и она покинула состав Хунты;
- 22 апреля 1980 года из состава Хунты был выведен Альфонсо Робело;
- 19 мая 1980 года в состав Хунты вместо двух выбывших членов были введены Артуро Хосе Крус Поррас и Рафаэль Анхель Кордова Ривас

Весной 1981 года произошла вторая и последняя реорганизация Правительственной хунты. 4 марта 1981 года лидер СФНО Даниэль Ортега Сааведра заменил Серхио Рамиреса на посту координатора ПХНР. Одновременно из её состава были выведены Моисес Хассан Моралес и Артуро Хосе Крус Поррас. До окончания срока своих полномочий (10 января 1985 года) Правительственная хунта национальной реконструкции состояла уже из трёх членов (вместо пяти) и имела следующий состав:
- Даниэль Ортега Сааведра — координатор
- Серхио Рамирес Меркадо
- Рафаэль Анхель Кордова Ривас [1]

К этому моменту власть в стране фактически находилась в руках Национального руководства СФНО

## Состав Временного правительства
Первый состав
- Министр иностранных дел — Мигель д’Эското Брокман
- Министр внутренних дел — Томас Борхе Мортинес
- Министр обороны — полковник Бернардино Лариос
- Министр здравоохранения — Сесар Амадор
- Министр транспорта и общественных работ — Дионисио Маренко
- Министр промышленности и торговли — Ноэль Ривас Кастеазоро
- Министр финансов — Хоакин Куадра Чаморро
- Министр образования — Карлос Туннерман
- Министр планирования — Роберто Майорга
- Министр культуры — Эрнесто Карденаль Мартинес
- Министр аграрной реформы — Рикардо Коронель

Генеральный прокурор — Эрнесто Кастильо Мартинес 